# ヴィータウタス大公戦争博物館

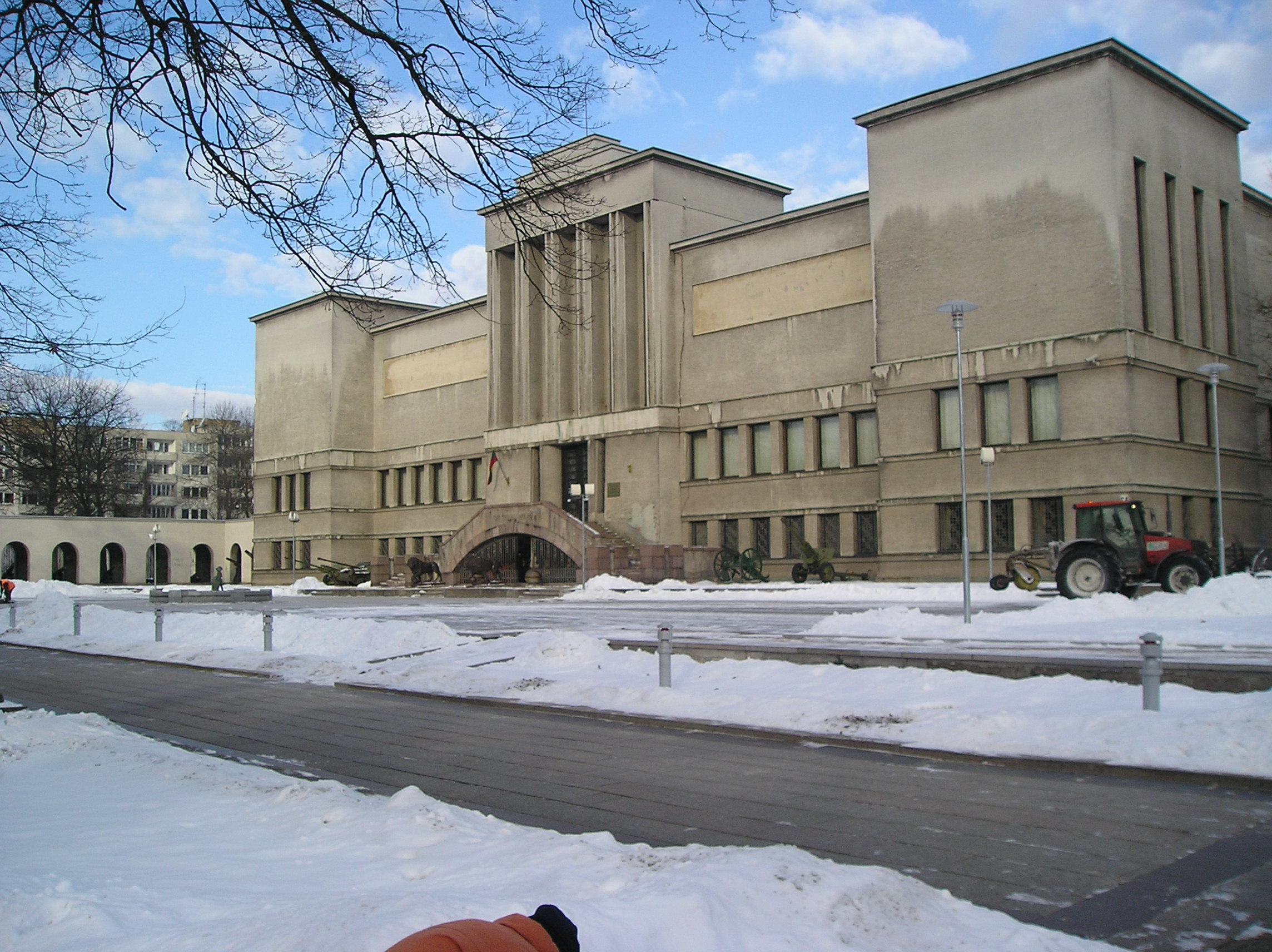
ヴィータウタス大公戦争博物館

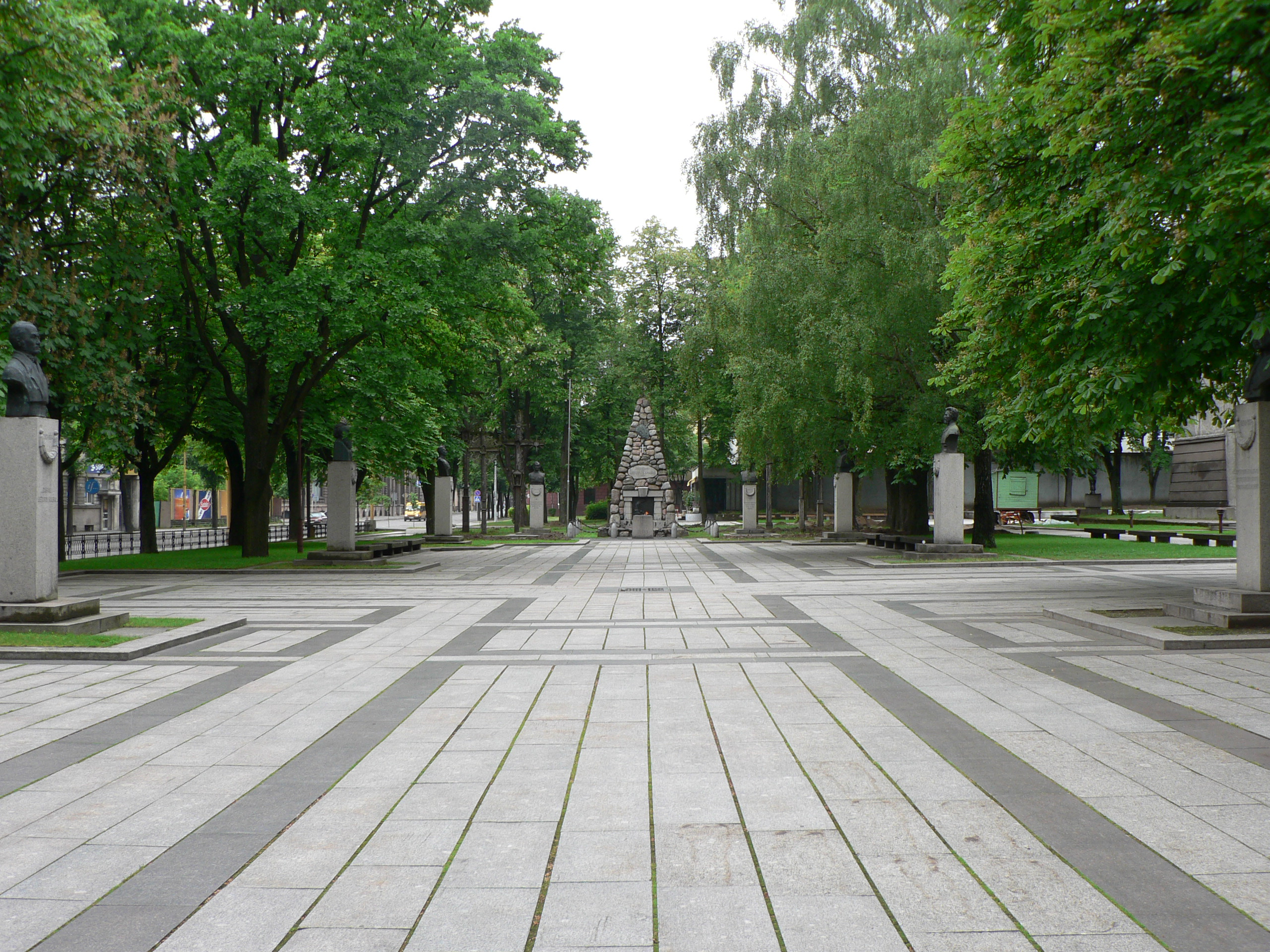
統一広場

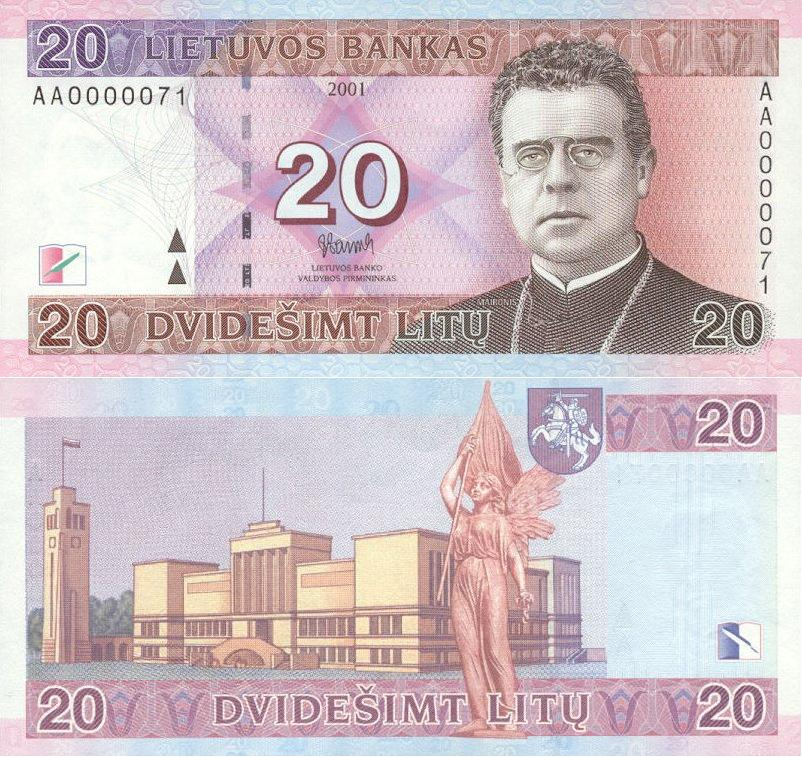
20リタス紙幣の裏面に描かれる戦争博物館

ヴィータウタス大公戦争博物館（リトアニア語: Vytauto Didžiojo karo muziejus）は、リトアニア・カウナスにある博物館である。リトアニア大公ヴィータウタスの名を冠している。

## 概要
1936年2月16日に開館した。2006年以降、リトアニア国防省の管轄となっている。
この博物館では先史時代から現在に至るまでのリトアニアとカウナスの歴史を紹介しており、時代を超えた多くの武器や甲冑のコレクションや、1933年に大西洋を横断したリトゥアニカ機の残骸などを展示している。
この博物館は統一広場に面している。この広場には、リトアニア独立に際し犠牲になった名もなき英雄たちの記念碑が建てられており、カウナス市内の観光地の一つとなっている。この記念碑は両大戦間期に建てられた。ソ連期には撤去されていたが、1989年に再建された。
独立回復後、20リタス紙幣の裏面に戦争博物館の建物が描かれた。また、この戦争博物館と同じ建物に国立チュルリョーニス美術館が入っている。